# 350 г. пр.н.е.
350 пр.н.е. е година през 4 век пр.н.е.

## Събития
- Марк Попилий Ленат и Луций Корнелий Сципион сатават римски консули.
- Филип II създава нов боен ред – македонска фаланга

## Родени
- Диодор Крон (Диодор Диалектик), древногръцки философ († 284 пр.н.е.)
- Касандър, цар на Древна Македония († 297 пр.н.е.)
- Мегастен, древногръцки дипломат, географ и историк († 290 пр.н.е.)
- Дикеарх (Дикеарх Месенски), древногръцки философ, картограф, географ и математик († 285 пр.н.е.)

## Починали
- Памфил, древногръцки художник от Амфиполис (* 390 пр.н.е.)